# Gewoon doorntje
Het gewoon doorntje (Tetrix undulata) is een rechtvleugelig insect uit de familie doornsprinkhanen (Tetrigidae), onderfamilie Tetriginae.

## Kenmerken
Het lichaam is variabel van kleur maar is meestal bruin, soms met een roodbruine band op het midden van de rug. Het halsschild is duidelijk dakvormig en reikt net voorbij de achterlijfspunt. Mannetjes bereiken een lengte van 8 tot 9 millimeter, de vrouwtjes zijn 9,5 tot 11 mm lang.

## Onderscheid met andere soorten
Het gewoon doorntje is nauwelijks te onderscheiden van het bosdoorntje en het kalkdoorntje. Het gewoon doorntje heeft een vrij spitse knik aan de voorzijde van het halsschild bij de kop, terwijl deze bij het kalkdoorntje vrij recht is en bij het bosdoorntje juist zeer spits. Ook de leden van de antennes verschillen iets, die van het bosdoorntje zijn ongeveer 2 keer zo lang als breed, bij het gewoon doorntje drie keer zo lang als breed en de antenneleden van het kalkdoorntje zijn 4 keer zo lang als breed.

## Verspreiding
De sprinkhaan komt voor in grote delen van Europa en komt ook in Nederland en België voor. Het is een bewoner van vochtige zandgronden, kleigronden worden vermeden. De sprinkhaan kan zwemmen en komt onder andere voor langs oevers. Het voedsel bestaat uit algen.

## Levenswijze
Het gewoon doorntje is te zien van april tot september en laat zich vooral zien tussen negen uur in de ochtend tot zeven uur in de avond. Net als alle doorntjes wordt geen geluid gemaakt.

## Afbeeldingen

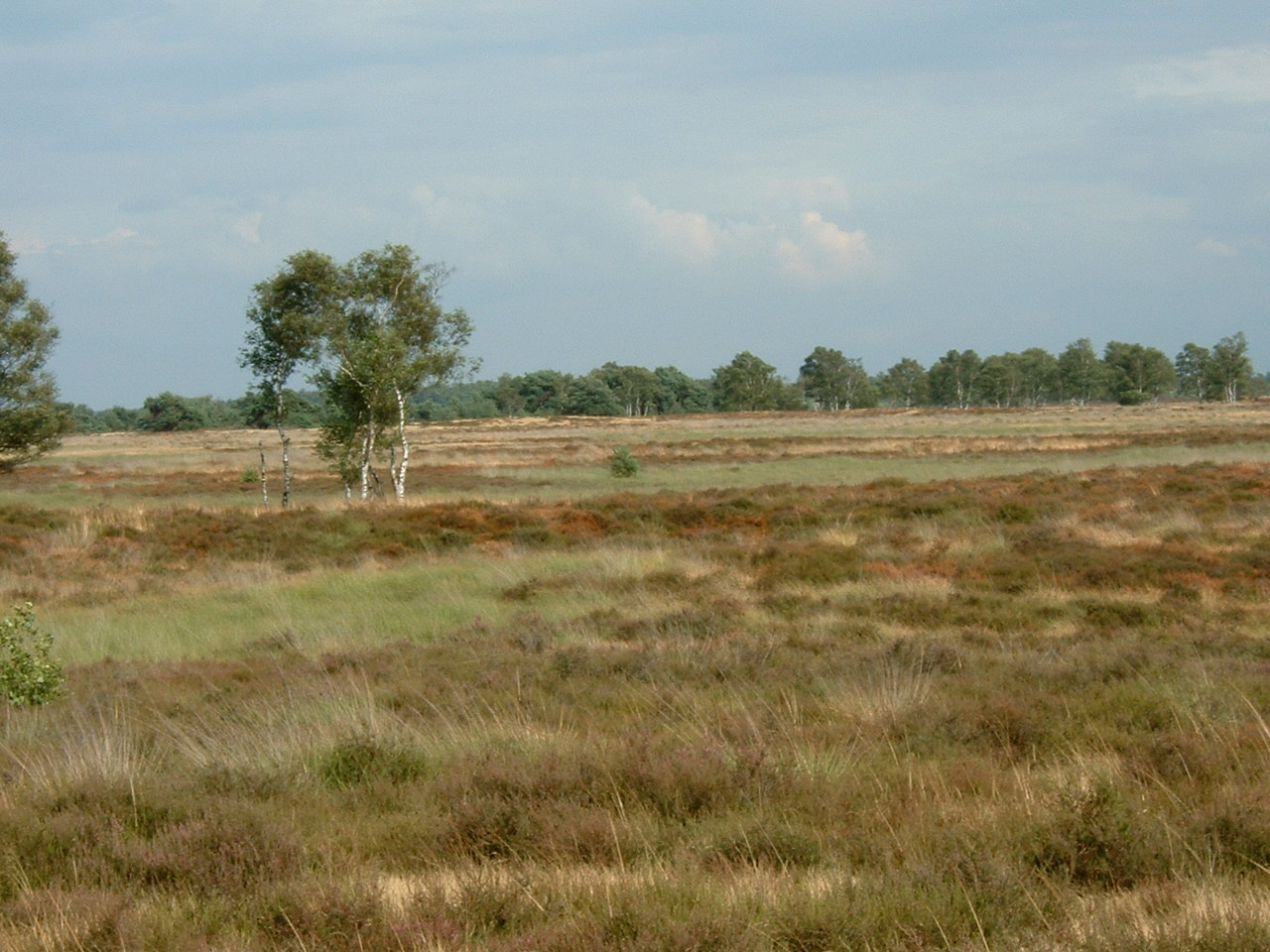
In Nederland komt de soort onder andere voor op de Strabrechtse Heide.